# Luis Enrique Torán Peláez
Luis Enrique Torán Peláez (Madrid, 15 de desembre de 1929 – 26 de gener de 2003) és un acadèmic i director de fotografia espanyol.

## Biografia
La seva família era originària de Terol i el 1950 va ingressar a l'Institut de Recerques i Experiències Cinematogràfiques (IIEC), on el 1956 es va especialitzar en càmera, el 1959 va obtenir el diploma d'operador gràfic i el 1962 es diplomà en direcció.
Alhora, el 1960 fou professor de l'Escola Oficial de Cinema i professor de Tecnologia de Mitjans Audiovisuals en la Facultat de Ciències de la Informació de la Universitat Complutense de Madrid. Finalment, es va convertir en professor emèrit en aquest mateix centre educatiu. Allí fou mestre de Luis Cuadrado, Fernando Arribas, José Luis Alcaine, Javier Aguirresarobe, Tomás Pladevall, Teo Escamilla o Juan Ruiz Anchía.
Al costat de Juan Julio Baena Álvarez, Torán és considerat un dels màxims impulsors del modern estil fotogràfic que es va instaurar al cinema espanyol en la dècada dels seixanta, influït per Heinrich Gärtner i Willy Goldberger. Els seus principis es basaven en les fonts de llum reals i concretes, així com el gust pel clarobscur i la sinceritat visual.
No va exercir una gran activitat productiva en la indústria cinematogràfica perquè es va centrar més en la seva activitat com a docent. Tot i així el 1963 va rebre la medalla del CEC premi Antonio Barbero com a operador per la pel·lícula El próximo otoño d'Antxon Ezeiza, però es considera com el seu millor treball a Nueve cartas a Berta de Basilio Martín Patino (1965).

## Filmografia
- El próximo otoño (Antxon Ezeiza, 1963)
- Se necesita chico (Antonio Mercero, 1963)
- Llegar a más (Jesús Fernández Santos, 1964)
- El arte de vivir (Julio Diamante, 1965)
- Nueve cartas a Berta (Basilio Martín Patino, 1965),
- Crimen de doble filo (José Luis Borau, 1964).
- El ángel de la Paz (documental 1958)
- Pueblo saharahui (documental 1981)
- El retablo de Maese Pelos, retaule de titelles (1975) Premi del cinema infantil de Gijón[4]

## Llibres
- La información en TV (1982)
- Comunicación y sociedad (1983)
- El espacio y la imagen (1985)
- La Rioja de los vinos y las bodegas (1989)
- Análisis fílmico (1995).

## Premis
Medalles del Cercle d'Escriptors Cinematogràfics
| Any  | Categoria             | Resultat  |
| ---- | --------------------- | --------- |
| 1963 | Premi Antonio Barbero | Guanyador |